# لشکر هفتم زرهی (ورماخت)
لشکر هفتم زرهی (به آلمانی: 7. Panzerdivision) یکی از لشکرهای زرهی نیروی زمینی آلمان در دوره رایش سوم بود که در جبهات غربی و شرقی جنگ جهانی دوم به نبرد پرداخت.

## فرانسه
لشکر هفتم زرهی به فرماندهی سرتیپ اروین رومل در جریان نبرد فرانسه، از روز ۱۰ مه سال ۱۹۴۰ نقش سرنیزه زرهی ارتش چهارم از گروه ارتش آ، در بلژیک را ایفا کرد. نخستین مقاومت جدی در مقابل این لشکر در رود موز پدیدار شد که انهدام پل‌های روی آن به توقف لشکر در روز ۱۲ مه انجامید. روز بعد، هنگ ۷ پیاده‌نظام لشکر در تلاش برای گذر از رود متحمل تلفات سنگین گشت. با توجه به نبود مهمات دودزا، رومل جهت پوشش عبور نیروها، دستور به به‌آتش کشیده شدن ساختمان‌های آن سوی رود با گلوله‌باران توپخانه داد. همان شب تانک‌های هنگ ۲۵ زرهی لشکر از موز عبور کردند تا تهاجم صبح روز بعد از سر گرفته شود.

### شوروی
با آغاز عملیات بارباروسا، تهاجم آلمان به شوروی، در روز ۲۲ ژوئن سال ۱۹۴۱، لشکر هفتم زرهی به عنوان بخشی از سپاه ۳۹ موتوریزه از گروه زرهی ۳ از گروه ارتش مرکز، تا میانه روز نخست خود را به الیتاس رساند و دو پل کلیدی بر رود نمان در این شهر را به سلطه خود درآورد. این لشکر هنگام اقدام برای گذر رود، با مواضع آماده نیروهای زرهی دشمن در ارتفاعات شرقی مواجه و متحمل تلفات سنگین گشت. در ادامه با وجود ضد حملات مکرر ارتش سرخ، هر دو گذرگاه حفظ و دشمن عقب رانده شد. پس از سپری شدن شب جهت بازیابی و تعمیر خودروهای آسیب دیده، لشکر هفتم زرهی صبح روز بعد در مقابل حضور ضعیف دشمن، به یورش به سمت ویلنا ادامه داد. گردان شناسایی لشکر در حومه غربی ویلنا با مقاومت شدیدتری روبرو شد اما ضمن دور زدن آن، بر پل‌های این ناحیه چیره گشت. تا هنگام عصر عناصر شناسایی با پشتیبانی تانک‌ها، ارتفاعات جنوب شرقی شهر را پاکسازی کردند. پیش از پایان روز ستون‌های زرهی لشکر با حرکت به سمت شمال، بخش شرقی ویلنا را تصرف نمودند. صبح روز بعد، ۲۴ ژوئن، گردان موتورسوار لشکر بر فرودگاه ویلنا در خارج از شهر مسلط و پیاده‌نظام وارد مرکز شهر شد. نیروهای لشکر درون شهر با استقبال اهالی آن مواجه گشتند. مقادیر قابل توجهی تسلیحات و مواد غذایی در ایستگاه راه‌آهن ویلنا و ۵۰ هواگرد در فرودگاه آن به غنیمت درآمد. تمامی ضد حملات زرهی دشمن از جانب جنوبی شهر نیز دفع گردید.
لشکر هفتم زرهی به جهت بدی راه‌ها خسارات بسیار زیادی در تجهیزات خود متحمل شد و تنها پس از یک هفته نیمی از تانک‌های پنزر ۲ و پنزر ۳ و ۷۵ درصد از تانک‌های پنزر ۴ خود را از دست داد. این لشکر جنگ با شوروی را با ۳۰۰ تانک آغاز کرد اما تا روز ۲۱ ژوئیه ۱۲۱ دستگاه از این مقدار در حال تعمیر و ۷۷ دستگاه دیگر به کلی از دست رفته بودند. بدین ترتیب تا این زمان تنها یک سوم مقدار اولیه تانک‌های این لشکر باقی مانده بود.